# خوش‌خوان ترینیداد
خوش‌خوان ترینیداد (نام علمی: Euphonia trinitatis) نام یک گونه از سرده سهره‌های خوش‌خوان است.